# 韋斯利查普爾 (北卡羅萊納州)
韋斯利查普爾（英語：Wesley Chapel）是一個位於美國北卡羅萊納州尤寧縣的村。

## 人口
根據2020年美國人口普查的數據，韋斯利查普爾的面積為25.39平方千米，當中陸地面積為25.17平方千米，而水域面積為0.22平方千米。當地共有人口8681人，而人口密度為每平方千米342人。